# Juliana García Quintanilla
Juliana García Quintanilla (Cuernavaca, estat de Morelos, 1953) és una defensora dels drets humans i feminista mexicana. El seu treball de recerca i documentació sobre el feminicidi en l'Estat de Morelos ha tingut influència en la legislació i les polítiques públiques a nivell municipal, nacional i federal en relació amb la violència de gènere a Mèxic. Va impulsar el reconeixement oficial del feminicidi per part de l'Estat, aconseguint que es declarés l'Alerta de Violència de Gènere i s'implementessin mesurades d'emergència per protegir la vida de les dones en vuit municipis de Morelos. A nivell nacional, va contribuir amb l'elaboració de les bases de la Llei General d'Accés de les Dones a una Vida Lliure de Violència, i amb la tipificació penal del feminicidi a Mèxic.
És la fundadora i coordinadora general de la Comissió Independent de Drets Humans de Morelos (CIDHM), fundadora de la Xarxa Nacional d'Organismes Civils de Drets Humans Tots els Drets per Totes i Tots (Xarxa TDT) i integrant de la Xarxa Nacional de Defensores de Drets Humans de Mèxic. Des de 1976 ha publicat centenars d'articles en periòdics i revistes de Morelos, i és columnista sobre temes de drets humans per a diversos mitjans i organismes especialitzats.

## Inicis
Va néixer en una família pobre, de migrants de les zones rurals de l'Estat de Morelos i centre sud de Mèxic.
Des de molt jove va començar a treballar d'obrera a la fàbrica tèxtil de Rivetex, en Cuernavaca. El 1971 va iniciar-se en el món sindical arran de l'acomiadament de 110 treballadores. Va iniciar tot un seguit de reivindicacions per la reubicació de les treballadores. El 1978, en quedar-se embarassada, va ser acomiadada.
El 1989, amb altres companyes i companys, la Comissió Independent de Drets Humans de Morelos. El 1992 la constitueixen com a Associació Civil (A. C.). Des de l'any 2000 és la seva Coordinadora General.

## Trajectòria
L'any 1991 inicia la seva formació en Economia Política i Societat a l'Institut de Formació i Capacitació a Àmsterdam, Holanda. Durant els anys 1992 i 1993 acredita la Diplomatura en Drets Humans a la Universitat Iberoamericana en Puebla. I el 1996 imparteix el curs d'actualització i documentació en Drets Humans de HURIDOCS. El 1997 assisteix a cursos d'anàlisis de la violència contra les dones, i defensa i promoció dels drets humans; i al Curs sobre Instruments Nacionals i Internacionals en matèria de Drets Humans organitzat per la Xarxa TDT, a Guadalajara, Jalisco.
El 1976 s'integra al Partit Revolucionari dels Treballadors (PRT) i participa en la fundació del PRT Morelos. Va ser impulsora de Dones de Morelos (1980-1985).
En 1992 assisteix a la Trobada Feminista Llatinoamericana i del Carib (EFLAC), realitzat a El Salvador. I el 1995 participa en la Quarta Conferència Mundial sobre la Dona a Pequín, Xina, en representació del periòdic per a dones “María Alliberament del Poble” i de la CIDHM.

## Feminicidis en Morelos
Des de 2003, Quintanilla denúncia públicament els feminicidis en l'Estat de Morelos i inicia una campanya pel seu reconeixement oficial. Va fundar la Comissió Independent de Drets Humans de Morelos (CIDH Morelos) per documentar aquest fenòmens. Segons la CIDH en Morelos es van registrar 981 casos de feminicidis entre 2000 i 2017, i només tres condemnes. No s'ha pogut identificar a l'agressor en el 63.75 % dels casos. Morelos és un dels estats mexicans que encapçala les xifres d'assassinats de dones.
Durant els anys 2005 i 2006 Quintanilla participa com a Coordinadora de la Recerca sobre la Violència Feminicida en l'Estat de Morelos, organitzada per la Comissió Especial per Conèixer i donar Seguiment a les Recerques Relacionades amb els Feminicidis en la República Mexicana i la de Justícia Vinculada de la LIX Legislatura de la Cambra de Diputats de l'H. Congrés de la Unió. Aquesta recerca va asseure les bases per a l'elaboració de la llei General d'Accés de les Dones a una Vida Lliure de Violència i per tipificar penalment al Feminicidi com a delicte.
Dins dels seus principals assoliments al capdavant de la CIDHM destaca la Declaratoria d'Alerta de Violència de Gènere en Morelos, mateixa que va ser sol·licitada en el 2014 i declarada el 15 d'agost de 2015 per 8 Municipis de l'Estat. Aquest mateix any, s'aprova la Llei per Prevenir, Atendre i Erradicar la Desaparició Forçada de Persones per a l'Estat de Morelos, iniciativa que va presentar al Congrés de Morelos com a representant de la CIDHM. Actualment encapçala la campanya Defensores Som Totes per visibilizar el treball de totes les Defensores de Drets Humans a Mèxic i evitar la violència estructural en contra seva.

## Obres
- Juliana G. Quintanilla, Paloma Estrada Muñoz, José Martínez Cruz, Marco Aurelio Palma Apodaca, i Lilia Flores Macedo, (2018). Alerta de Violència de Gènere en Morelos. Informe a 2 anys i mig del seu declaratoria. CIDHM. Mèxic.[19]
- Juliana G. Quintanilla, Paloma Estrada Muñoz, José Martínez Cruz, Marco Aurelio Palma Apodaca, i Lilia Flores Macedo, (2017). Alerta de Violència de Gènere en Morelos. Violència Institucional: Entre la Dilació, l'Omissió i la Ignorància. CIDHM. Mèxic.[20]
- Juliana G. Quintanilla, Paloma Estrada Muñoz, José Martínez Cruz, Marco Aurelio Palma Apodaca, Lilia Flores Macedo. (2016). A 1 any de l'Alerta de Violència de Gènere en Morelos, cal reforçar la lluita contra el feminicidio. CIDHM. Mèxic.[21]
- Juliana G. Quintanilla, Paloma Estrada Muñoz, José Martínez Cruz i Marco Aurelio Palma Apodaca. (2016). Defensores Som Totes 2. Protocol d'Atenció i protecció contra les dones Defensores de Drets Humans en la República Mexicana. CIDHM. Mèxic.[22]
- Juliana G. Quintanilla, Paloma Estrada Muñoz, José Martínez Cruz i Marco Aurelio Palma Apodaca. (2016). Alerta de Violència de Gènere en Morelos. Informi Ombra. AVG Morelos. Informe de Recerca a 6 mesos del seu Decret. CIDHM. Mèxic.[23]
- Juliana G. Quintanilla, Paloma Estrada Muñoz, José Martínez Cruz i Marco Aurelio Palma Apodaca. (2015). Alerta de Violència de Gènere en Morelos. Informi Ombra. CIDHM. Méxi
- Juliana G. Quintanilla, Paloma Estrada Muñoz, José Martínez Cruz i Marco Aurelio Palma Apodaca. (2014). Defensores Som Totes. Anàlisi de la Violència Contra les Dones Defensores de Drets Humans en la República Mexicana. CIDHM. Mèxic.[24]
- Juliana G. Quintanilla, José Martínez Cruz, Paloma Estrada Muñoz i Marco Aurelio Palma Apodaca. (2013). Informe de Recerca. Alerta de Violència de Gènere davant 13 anys de Feminicidios imparables en Morelos. CIDHM. Mèxic. Imprès l'any 2016 gràcies al suport d'ONU Dones Mèxic.[25]
- José Martínez Cruz, Juliana G. Quintanilla, Aura Hernández i Julio Melchor Rivera Perrusquía. (2002). L'Esquerra i els moviments socials en Morelos. Des de baix. CIDHM. Mèxic.[26]

## Premis i reconeixements
- Reconeixement “Ponciano Arriaga” categoria Trajectòria pel seu compromís continu en favor dels drets humans, 2016.[3]
- Reconeixement Banc de Bones Pràctiques contra la Violència cap a les Dones i les Nenes “Germanes Mirabal 2016”.[27]